# Lucjan Myrta
Lucjan Myrta (ur. 11 lipca 1946 w Żelisławicach) – sopocki artysta, mistrz bursztynnik, tworzący swoje dzieła od 1968 roku. 

## Życiorys
Syn górnika. Absolwent technikum budownictwa wodnego. Tytuł mistrza rzemiosła artystycznego (z nr 1), nadany przez Ministra Kultury, otrzymał w 1979 r. Rok później zdobył tytuł mistrza w dziedzinie bursztynnictwa. W latach 1968–1985 prowadził własną działalność pod nazwą „Amberpol” w Bytomiu, a od 1985 własne przedsiębiorstwo w Sopocie.
Od 1970 był mężem Doroty (1946–2018). Ojciec Adrianny (ur. 1971) i Eweliny (1978–2003).

### Osiągnięcia artystyczne
Autor Bursztynowego Skarbca, ważącej blisko tonę szkatuły, na wykonanie którego zużyto 7 ton bursztynu i poświęcono 12 lat pracy. Jest największym przedmiotem wykonanym z bursztynu w dziejach ludzkości (poświęcony został zmarłej córce Ewelinie). Autor tryptyku „Drzewo Życia” o powierzchni 8 m² i bursztynowej instalacji w formie stalaktytów z 80 brył o wadze od 1 kg do 4 kg i ok. 10 000 inkluzji, całość o powierzchni 20,4 m². Twórca kilkuset dzieł sztuki z bursztynu: szkatuł, zegarów, rzeźb, dwóch kabinetów – „Sobieskiego” i „Gdańskiego”, kilkudziesięciu obrazów.
Członek Światowej Rady Bursztynu.

### Kolekcja
Posiadacz drugiej co do wielkości na świecie bryły bursztynu bałtyckiego (o wadze 5950 g), zbioru kilkunastu tysięcy inkluzji (w tym jaszczurki z kleszczem), największej na świecie kuli z bursztynu (o średnicy 11 cm), największego jajka wykonanego z jednej bryły (1120 g) oraz rzeźby przedstawiającej śpiącą postać kobiety (2549 g).

## Wystawy i ekspozycje
Prace Lucjana Myrty wystawiane były w:
- Paryżu, Tokio, Osace (1970–1971)
- Düsseldorfie (1986)
- na zamku w szwedzkim Kalmarze (1999)
- na zamku w Malborku
- stała ekspozycja w salach gdańskiego Ratusza, pt. „Polskie Klejnoty Morza” (2000–2006); wystawa stała się fundamentem powołania Muzeum Bursztynu w Gdańsku (2006)
- w Niemczech (2004) (pod patronatem Władysława Bartoszewskiego)
- w Malborku (2006)
- na Wawelu (2007)
- w Muzeum Narodowym w Bramie Zielonej w Gdańsku (2008) (pod patronatem Ministra Kultury)
- na Zamku Królewskim w Warszawie (2009) (patronat Ministra Kultury i Dziedzictwa Narodowego)
- w Museum im Schafstall w Neuenstadt w Niemczech (2009–2010) (pod patronatem Ministra Kultury Niemiec)
- na Wawelu 2010 (pod patronatem Ministra Kultury i Dziedzictwa Narodowego).
- w Europejskim Centrum Solidarności w Gdańsku (2016)

Obecnie prace Lucjana Myrty znajdują się w Muzeum Bursztynu w Gdańsku, muzeum w Japonii oraz w zbiorach prywatnych. Jest autorem i wydawcą dwóch albumów o bursztynie: dużego, bibliofilskiego (2004) oraz mniejszego, wydanego z okazji wystawy na Wawelu (2007), a także autorem 30–stronicowego rozdziału o bursztynie w Wielkiej Księdze Gdańska. 

## Odznaczenia
- Złoty Medal „Zasłużony Kulturze Gloria Artis” (8 maja 2020)[3]
- Srebrny Medal „Zasłużony Kulturze Gloria Artis” (10 października 2013)[3][4]
- Brązowy Medal „Zasłużony Kulturze Gloria Artis” (4 czerwca 2008)[3][5]
- Medal „Gryf Pomorski”
- Medal 1000-lecia Gdańska
- Złota Odznaka Izby Bursztynu
- Złota Odznaka Stowarzyszenia Bursztynników

## Nagrody
- Nagroda Prezydenta Miasta Gdańska w Dziedzinie Kultury z okazji 35-lecia pracy twórczej i zaangażowanie w tworzenie Muzeum Bursztynu w Gdańsku (2004)[6]